# 작곡가

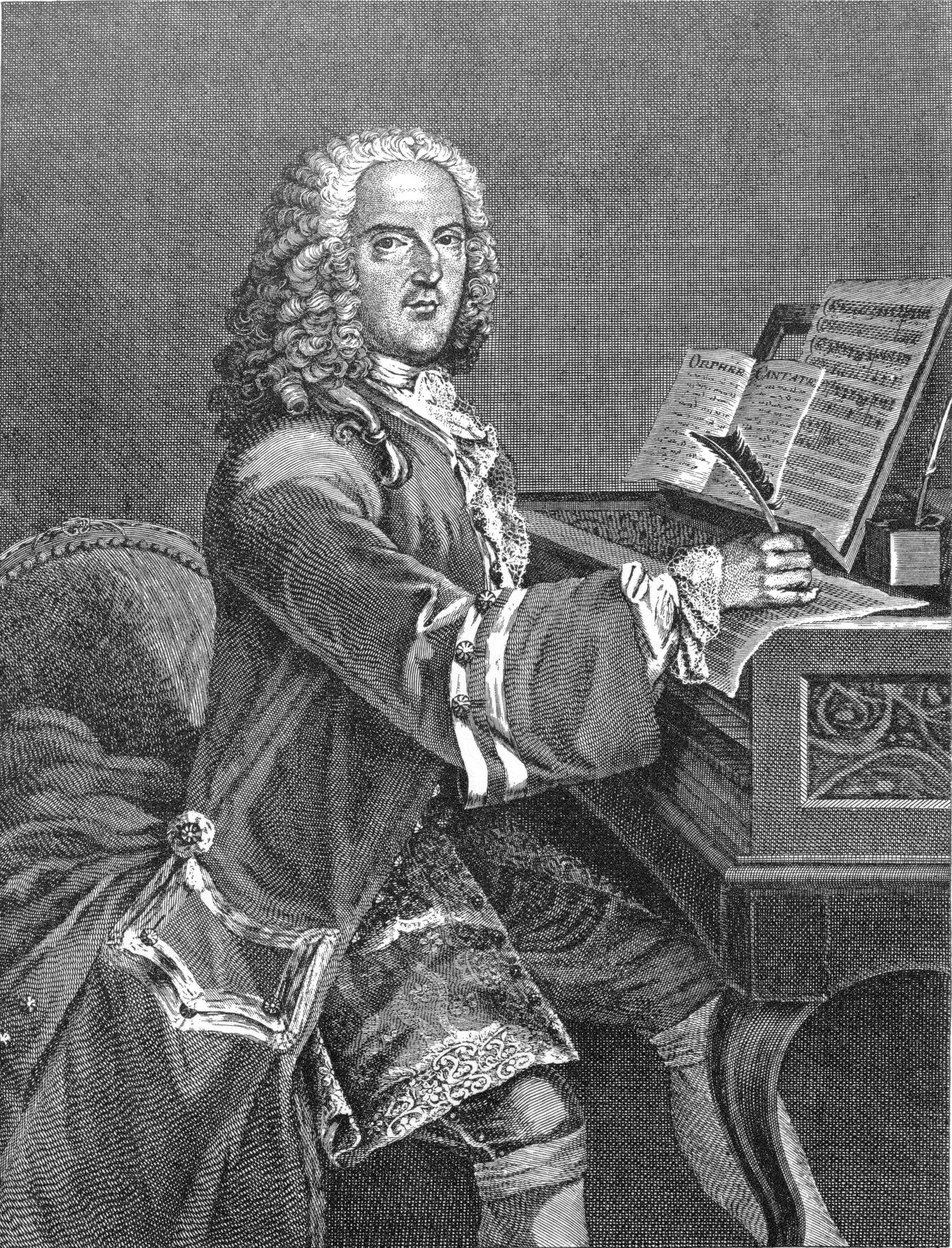
프랑스의 피아노 작곡가 루이-니콜라 클레랑보.

작곡가(作曲家, composer)는 음악을 작곡하는 사람이다. 작곡가가 되기 위해서는 전문대학 혹은 대학교의 음악대학에 개설된 음악과, 작곡과, 실용음악과 등을 전공하는 것이 일반적이다. 음악에 뛰어난 재능을 갖고 있거나 음악을 좋아하는 사람들에게 유리한 직업이다. 서양 음악에서는 작곡가가 피아노, 클라비코드, 하프시코드, 바이올린등 주요한 악기의 연주자가 되기도 했다.

## 주요 한국음악 작곡가 일람
- 우륵 (? ~                   ?)
- 왕산악 (? ~ ?)
- 박연 (1378년 ~ 1458년)
- 홍난파 (1898년 ~ 1941년)
- 윤극영 (1903년 ~ 1988년)
- 윤이상 (1917년 ~ 1995년)
- 나운영 (1922년 ~ 1993년)